# Manuel Oppitz
Emanuel „Manuel“ Josef Oppitz (* 24. August 1895 in Innsbruck; † 2. Juni 1953 in Fügenberg im Zillertal) war ein österreichischer Schriftsteller, der vor allem als Kinder- und Jugendbuchautor in Erscheinung getreten ist. Er verfasste vor allem Erzählungen, aber auch Gedichte für Radio, Tageszeitungen und Zeitschriften, wobei einige seiner Gedichte auch vertont wurden. Hauptberuflich war Oppitz als Mittelschullehrer tätig.

## Leben
Manuel Oppitz wurde im August 1895 als einziger Sohn des k.k. Hauptmanns a. D. Emanuel Oppitz und dessen Ehefrau Maria geboren. Nach seiner Schulausbildung war Manuel Oppitz in späteren Jahren als Mittelschullehrer tätig. Anfang der 1930er Jahre scheint ein Emanuel Oppitz, der auch als Leitungsmitglied beim Jugendrotkreuz aktiv ist, als Lehrer der Hilfsschule in Innsbruck auf. Spätestens ab den 1940er Jahren schrieb Oppitz Kinder- und Jugendbücher sowie Erzählungen und Gedichte für Radio, Zeitungen und Zeitschriften. Jahre nach seinem Tod wurde etwa eine Vertonung von Norbert Gerhold mit dem Titel 4 Lieder mit Texten von Theodor Storm, Sophie Gasser und Manuel Oppitz im Innsbrucker Helbling Verlag veröffentlicht. Sein Kinderbuch Die Abenteuer des kleinen Hansl. Den Kindern erzählt aus dem Jahr 1946 wurden in den nachfolgenden Jahren mehrfach neu aufgelegt; ebenso sein 1952 im Inn-Verlag erschienenes Buch Meine Flegel. Ein Buch für ältere Junge und junge Ältere. Die ersten beiden Auflagen von Die Abenteuer des kleinen Hansl sollen binnen vier Wochen vergriffen gewesen sein. Weiters schrieb Oppitz, damals Professor an der Lehrerakademie in Innsbruck, einige Zeit für die im kommunistischen Globus-Verlag erschienene Kinder- und Jugendzeitschrift Unsere Zeitung.
Am 2. Juni 1953 starb Oppitz im Alter von 57 Jahren in Fügenberg im Zillertal.

## Werke (Auswahl)

### Kinder- und Jugendbücher
- 1946: Die Abenteuer des kleinen Hansl. Den Kindern erzählt (2. Auflage, 1947;[7] 3. Auflage, 1948[8])
- 1952: Meine Flegel. Ein Buch für ältere Junge und junge Ältere (weitere Auflage, 1960)

### Beiträge
- Herbergssuche – Klöpfelspruch. In: Tiroler Bauernzeitung, Nr. 49/1947, S. 3
- Der Antoniustag. (in Folgen) In: Tiroler Bauernzeitung, Nr. 23/1949, S. 3 (Info)
- Bitte. (Gedicht) In: Zueignung. Literarischer Freundeskreis Serles. (Inn-Verlag, Innsbruck), 1949, S. 23
- Herbergssuche. In: Jungösterreich, Nr. 4, 1949/50, S. 2
- Herbergssuche von heute. Weihnachtslegende. In: Land Tirol. Heimatbote für das Tiroler Volk im Land und in der Welt, Nr. 6/1950, S. 3
- Fritz oder die soziale Frage. Aus: Meine Flegel. In: Jungösterreich, Nr. 5/1955, S. 5

### Vertonungen
- 1965: Norbert Gerhold: 4 Lieder. (Texte: Theodor Storm, Sophie Gasser, Manuel Oppitz; Helbling Verlag, Innsbruck)